# Апостольська нунціатура в Австрії
Апостольська нунціатура Святого Престолу в Республіці Австрія — дипломатичне представництво (посольство) Святого Престолу в Республіці Австрія. Апостольський нунцій традиційно займає посаду декана дипломатичного корпусу, акредитованого в Австрії, з моменту вручення вірчих грамот.

## Історія
Апостольські нунції посилалися до Австрії принаймні з XVI століття. Один апостольський нунцій в Австрії згодом став папою. Це був архиєпископ Антоніо Піньятеллі ді Спінаццола — апостольський нунцій в Австрії в 1668—1671 роках; у 1691 році його обрали папою і він прийняв ім'я Інокентій XII.

## Нунції

### Апостольські нунції в імперії Габсбургів (1526—1922)
- Лоренцо Кампеджо (1511—1517),
- Маріно Асканіо Караччьоло (1517—1529), єпископ Катанії,
- Вінченцо Пімпінелла (1529—1532), архиєпископ Россано,
- П'єр Паоло Верджеріо (1533—1535),
- Джованні Мороне (1536—1538), єпископ Модени, кардинал,
- Фабіо Міньянеллі (1538—1539), єпископ Лучери, кардинал,
- Джованні Мороне (1539—1541), єпископ Модени, кардинал,
- Джироламо Вералло (1541—1545), єпископ Казерти, кардинал,
- Фабіо Міньянеллі (1545), єпископ Лучери, кардинал,
- Просперо Сантакроче (1548—1550), єпископ Кісамоса, кардинал,
- Джироламо Мартіненґо (1550—1554),
- Дзаккарія Дольфін (Дольфіно) (1554—1556), єпископ Лесіни, кардинал,
- Антоніо Аґусті (1558),
- Станіслав Гозій (1560—1561), єпископ Вармії, кардинал,
- Дзаккарія Дольфін (Дольфіно) (1561—1565), єпископ Лесіни, кардинал,
- Мелькіоре Біллья (1565—1571),
- Джованні Дольфін (Дольфіно) (1571—1578), єпископ Торчелло,
- Бартоломео Портія (1578),
- Орацо Маласпіна (1578—1581),
- Оттавіо Сантакроче (1581), єпископ Червії,
- Джованні Франческо Бономі (1581—1584), єпископ Верчеллі,
- Джерманіко Маласпіна (1584—1586), єпископ Сан-Северо,
- Філіппо Сеґа (1586—1587), єпископ П'яченци, кардинал,
- Антоніо Путео (1587—1589), архиєпископ Барі,
- Альфонсо Вісконті (1589—1591), згодом єпископ Червії, кардинал,
- Камілло Каетані (1591—1592), титулярний патріярх Александрії,
- Чезаре Спечяно (1592—1597), єпископ Кремони,
- Фердинандо Фарнезе (1597—1598), єпископ Парми,
- Філіппо Спінеллі (1598—1603), титулярний єпископ Родосу, кардинал,
- Джованні Стефано Феррері (1604—1607), єпископ Верчеллі,
- Антоніо Каетані (1607—1610), архиєпископ Капуї, кардинал,
- Джованні Баттіста Сальваґо (1610—1612), єпископ Луні-Сарцани,
- Плачідо делла Мара (1612—1616), єпископ Мельфі і Ропполи,
- Віталіано Вісконті Борромео (1616—1617), архиєпископ Адріанополя Гемімонтського,
- Асканіо Джезуальдо (1617—1621), титулярний патріярх Константинополя,
- Карло Карафа (1621—1628), єпископ Аверси,
- Джованні Баттіста Марія Паллотта (1628—1630), титулярний архиєпископ Салонік, кардинал,
- Чиріяко Роччі (1630—1634), титулярний архиєпископ Патри, кардинал,
- Малатеста Бальйоні (1634—1639), єпископ Пезаро,
- Ґаспаре Маттеї (1639—1644), титулярний архиєпископ Афін, кардинал,
- Камілло Мельці (1644—1652), архиєпископ Капуї, кардинал,
- Шіпіоне Паннокк'єскі (1652—1658), архиєпископ Пізи, кардинал,
- Карло Карафа делла Спіна (1658—1664), єпископ Аверси, кардинал,
- Джуліо Спінола (1665—1667), титулярний архиєпископ Лаодікеї, кардинал,
- Антоніо Піньятеллі (1668—1671), титулярний архиєпископ Лариси, кардинал, згодом папа Інокентій XII (1691—1700),
- Маріо Альберіцці (1671—1675), титулярний архиєпископ Неокесарії Понтійської, кардинал,
- Франческо Буонвізі (1675—1689), титулярний архиєпископ Салонік, кардинал,
- Джакомо Кантелмо (1689), титулярний архиєпископ Кесарії Каппадокійської, кардинал,
- Себастіяно Антоніо Танара (1692—1696), титулярний архиєпископ Дамаску, кардинал,
- Андреа Сантакроче (1696—1700), титулярний архиєпископ Селевкії Ізаврійської, кардинал,
- Джанантоніо Давія (1700—1706), архиєпископ (персональний титул) Ріміні, кардинал,
- Джуліо П'яцца (1709—1713), титулярний архиєпископ Назарету,
- Джорджо Спінола (1713—1720), титулярний архиєпископ Кесарії Каппадокійської, кардинал,
- Джироламо Ґрімальді (1721—1731), титулярний архиєпископ Едеси Осроенської, кардинал,
- Доменіко Пассіонеї (1731—1738), титулярний архиєпископ Ефесу, кардинал,
- Камілло Паолуччі (1738—1745), титулярний архиєпископ Іконії, кардинал,
- Фабріціо Сербеллоні (1746—1754), титулярний арихєпископ Патри, кардинал,
- Іньяціо Мікеле Крівеллі (1754—1760), титулярний архиєпископ Кесарії Каппадокійської, кардинал,
- Віталіано Борромео (1760—1767), титулярний архиєпископ Фів, кардинал,
- Антоніо Еудженіо Вісконті (1767—1774), титулярний архиєпископ Ефесу, кардинал,
- Джузеппе Ґарампі (1776—1785), архиєпископ (персональний титул) Корнето і Монтеф'ясконе, кардинал,
- Джован Баттіста Капрара (1785—1793), титулярний архиєпископ Іконії, кардинал,
- Луїджі Руффо Шілла (1793—1802), титулярний архиєпископ Апамеї Сирійської, кардинал,
- Антоніо Ґабріеле Северолі (1802—1816), титулярний архиєпископ Петри, кардинал,
- Паоло Леарді (1816—1823),
- Уґо П'єтро Спінола (1826—1832), титулярний архиєпископ Фів, кардинал,
- П'єтро Остіні (1832—1836),
- Лодовико Альтьєрі (1836—1845), титулярний архиєпископ Ефесу, кардинал,
- Мікеле Віале Прела (1845—1856), титулярний архиєпископ Карфагену, кардинал,
- Антоніо Саверіо Де Лука (1856—1863), титулярний архиєпископ Тарсу, кардинал,
- Маріано Фальчінеллі Антоніаччі (1863—1874), титулярний архиєпископ Афін, кардинал,
- Людовіко Якобіні (1874—1879), титулярний архиєпископ Салонік, кардинал,
- Серафіно Ваннутеллі (1880—1887), титулярний архиєпископ Нікеї, кардинал,
- Луїджі Ґалімберті (1887—1893), титулярний архиєпископ Нікеї, кардинал,
- Антоніо Альярді (1893—1896), титулярний архиєпископ Кесарії Палестинської, кардинал
- Емідіо Тальяні (1896—1903), титулярний архиєпископ Севастії, кардинал,
- Дженнаро Піньятеллі ді Бельмонте Граніто (1904—1911), титулярний архиєпископ Едеси Осроенської, кардинал,
- Алессандро Бавона (1911—1912), титулярний архиєпископ Фарсали,
- Раффаеле Скапінеллі ді Леґуіньйо (1912—1916), титулярний архиєпископ Лаодікеї Сирійської, кардинал,
- Теодоро Вальфре ді Бонцо (1916—1919), титулярний архиєпископ Трапезунду, кардинал,
- Франческо Маркетті Сальваджяні (1920—1922), титулярний архиєпископ Селевкії Ізаврійської, кардинал.

### Апостольські нунції в Республіці Австрія (з 1922)
- Енріко Сібілія (1922—1935), титулярний архиєпископ Сіде, кардинал,
- Ґаетано Чиконьяні (1936—1938), титулярний архиєпископ Анкіри, кардинал,
  - Мауріліо Сільвані (1946—1947), титулярний архиєпископ Лепанто, інтернунцій,
- Джованні Деллеп'яне (1949—1961), титулярний архиєпископ Ставрополя,
- Опіліо Россі (1961—1976), титулярний архиєпископ Анкіри, кардинал,
- Маріо Канья (1976—1984), титулярний архиєпископ Гераклеї,
- Мікеле Чеккіні (1984—1989), титулярний архиєпископ Аквілеї,
- Донато Сквіччяріні (1989—2002), титулярний архиєпископ Тібурнії,
- Ґеорґ Цур (2002—2005), титулярний архиєпископ Сести,
- Едмон Фаргат (2005—2009), титулярний архиєпископ Біблу
- Петер Цурбріґґен (2009—2018), титулярний архиєпископ Ґластонії
- Педро Лопес Кінтана (з 2019), титулярний архиєпископ Агрополі.